# 1H-硼杂苯

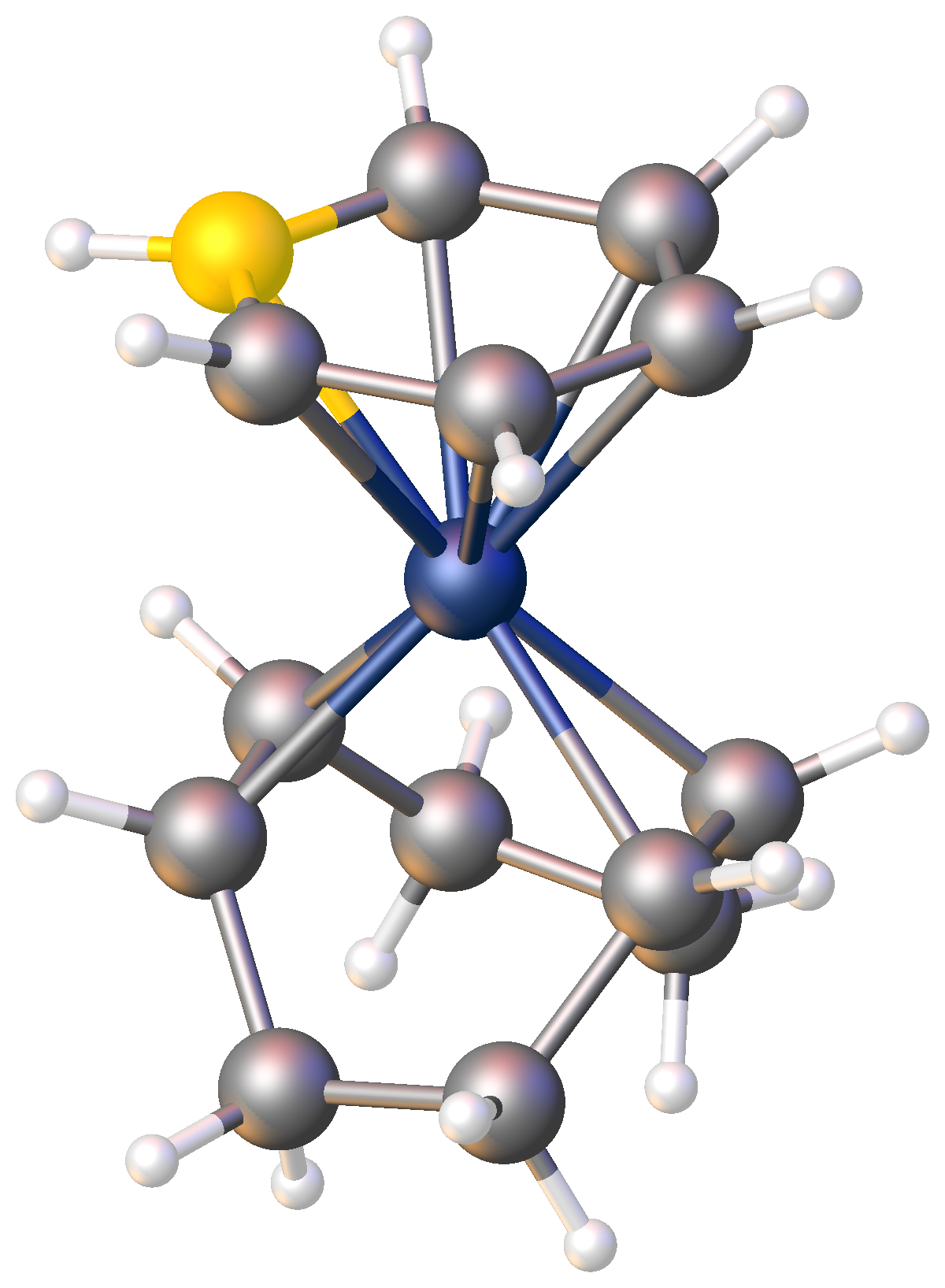
配合物Rh(C_{8}H_{12})(η^{6}-C_{5}H_{5}BH)的结构

1H-硼杂苯是一种杂环阴离子，化学式为[C5H5BH]-。它和环戊二烯阴离子相似，可以形成夹心或半夹心的过渡金属配合物。硼杂苯和吡啶的加合物C5H5B·py具有和1H-硼杂苯相似的性质，其结构可用C5H5B--N+C5H5表示。